# Anders Sandøe Ørsted (botaniker)
Anders Sandøe Ørsted, född 21 juni 1816 i Rudkøbing, Langeland, död 3 september 1872 i Köpenhamn, var en dansk botaniker, brorson till Hans Christian och Anders Sandøe Ørsted.

## Biografi
Ørsted blev student 1835 och magister 1844. Han offentliggjorde 1842 "Iakttagelser om vegetationens fordeling i Öresundet" och företog 1845–1848 resor i Västindien och Centralamerika, varifrån han hemförde en stor samling för vetenskapen dittills okända växter. Han blev docent 1858 och professor i botanik vid Köpenhamns universitet 1862. Ørsteds arbete gick särskilt ut på att bestämma de av honom själv samt av Liebmann i Mexiko insamlade växterna, men dessutom anställde han undersökningar av parasitära svampar.
Hans iakttagelser från Västindien angående små alger, som förmodades tjäna till föda för havens djurvärld (1849), beaktades nästan inte av hans omgivning, men de var i själva verket förelöpare till den senare planktonforskningen. 
Auktorsnamnet Oerst. kan användas för Anders Sandøe Ørsted (botaniker) i samband med ett vetenskapligt namn inom botaniken; se Wikipediaartiklar som länkar till auktorsnamnet.

## Skrifter (urval)
- Planterigets Naturhistorie, 1839
- Centralamerika's Gesneraceer, 1858
- L'Amérique centrale, 1863
- Recherches sur la classification des Chênes, 1867